# 宽芹叶铁线莲
宽芹叶铁线莲（学名：Clematis aethusifolia var. latisecta）为毛茛科铁线莲属下的一个变种。

## 扩展阅读
- 維基物種上的相關：宽芹叶铁线莲